# Ночь тамплиера
Ночь тамплиера (англ.  Night of the Templar) — американский фильм ужасов режиссёра Пола Сэмпсона.

## Сюжет
Средневековый рыцарь восстает из мертвых с желанием выполнить свою клятву: он жаждет кровопролития и мести тем, кто предал его в прошлом.

## В ролях
- Пол Сэмпсон — Лорд Грегуар / Джейк Маккаллистер
- Дэвид Кэррадайн — Крамар
- Удо Кир — Отец Пол
- Норман Ридус — Генри Флэш
- Билли Драго — Шон
- Макс Перлих — Бенуа дворецкий
- Ник Джеймисон — Лорд Рено
- Джек Доннер — Великий Магистр
- Ингрид Сонрей — Эми
- Лиза Глив — Эшли
- Софи Норман — Селин
- Мэри Кристина Браун — Джапонико
- Храч Титизян — Мелкон
- Ассаф Коэн — Минас

## Ссылка
- «Ночь тамплиера» (англ.) на сайте Internet Movie Database